# Sitagliptin
Sitagliptin, được bán dưới tên thương hiệu Januvia và các thương hiệu khác, là một loại thuốc dùng để điều trị bệnh tiểu đường loại 2. Nó thường ít được ưa thích hơn metformin hoặc sulfonylurea. Nó được uống bằng miệng. Nó cũng có sẵn trong một viên thuốc duy nhất là metformin/sitagliptin.
Các tác dụng phụ thường gặp bao gồm đau đầu, sưng chân và nhiễm trùng đường hô hấp trên. Tác dụng phụ nghiêm trọng có thể bao gồm phù mạch, lượng đường trong máu thấp, các vấn đề về thận, viêm tụy và đau khớp. Cho dù sử dụng trong thai kỳ hoặc cho con bú là an toàn là không rõ ràng. Nó nằm trong nhóm chất ức chế dipeptidyl peptidase-4 (DPP-4) và hoạt động bằng cách tăng sản xuất insulin và giảm sản xuất glucagon bởi tuyến tụy.
Sitagliptin được Merck & Co. phát triển và chấp thuận cho sử dụng y tế tại Hoa Kỳ vào năm 2006. Nguồn cung thuốc một tháng tại Vương quốc Anh tiêu tốn của NHS khoảng 33,26 bảng mỗi tháng tính đến năm 2019. Tại Hoa Kỳ, chi phí bán buôn của số thuốc này là khoảng US $ 405,00. Năm 2016, đây là loại thuốc được kê đơn nhiều thứ 82 tại Hoa Kỳ với hơn 9 triệu đơn thuốc.

## Sử dụng trong y tế
Sitagliptin được sử dụng để điều trị tiểu đường loại 2. Nó thường ít được ưa thích hơn metformin hoặc sulfonylurea. Nó được uống bằng miệng. Nó cũng có sẵn trong một viên thuốc duy nhất là metformin/sitagliptin.

## Tác dụng bất lợi
Các tác dụng bất lợi từ sitagliptin tương tự như giả dược, ngoại trừ chứng buồn nôn hiếm gặp, các triệu chứng giống cảm lạnh thông thường và nhạy cảm ánh sáng. Nó không làm tăng nguy cơ tiêu chảy. Không có sự khác biệt đáng kể tồn tại trong sự xuất hiện của hạ đường huyết giữa giả dược và sitagliptin. Ở những người dùng sulphonylureas, nguy cơ lượng đường trong máu thấp sẽ tăng lên.